# Autorretrato con un girasol (Van Dyck)
El Autorretrato con girasol es una obra de Anton van Dyck pintada al óleo sobre lienzo con unas dimensiones de 58,4 x 73 cm. Datada entre los años 1632 y 1633  actualmente se encuentra en la colección privada del Duque de Westminster.

## Historia
El Autorretrato con girasol lo pintó Anton van Dyck durante su periodo de mayor fama. Hacía poco que había sido nombrado Principal Painter in order to their Majesties, es decir, fue el primer pintor de la corte del rey Carlos I de Inglaterra y se le había hecho entrega de un gran collar de oro además de haberle sido concedido el título de sir.

## Descripción y características
Van Dyck viste un traje de seda carmesí y vuelve su cabeza para mirar directamente a los espectadores. Con la mano izquierda muestra orgulloso el collar de oro que le ha sido regalado como evidente símbolo de honor y triunfo. Frente a él puede verse también un gran girasol cuyo significado ha sido ampliamente discutido. La hipótesis más aceptada es la que identifica al girasol como un símbolo real que van Dyck habría querido incluir como muestra de agradecimiento al rey Carlos I, patente esta gratitud sobre todo en el gesto de su mano derecha con la que señala el girasol y que según los libros ingleses de la época revela la estrecha relación que existía entre el monarca y el pintor.

## Interpretación
El simbolismo del Autorretrato se ha entendido de diversas maneras, pero el consenso parece ser que se refiere a la devoción de Van Dyck por el rey, ya que está llamando la atención sobre la cadena de oro que el rey Carlos I le había dado, al mismo tiempo que señala el girasol. Esta flor es un emblema efectivo del monarquismo devoto: incluso antes de que Luis XIV se convirtiera en el 'Rey Sol', los reyes eran comparados habitualmente con el sol y esta flor no solo complementa al monarca imitando al sol en su apariencia, sino que habitualmente se vuelve hacia la luz del sol en un mimo de homenaje.

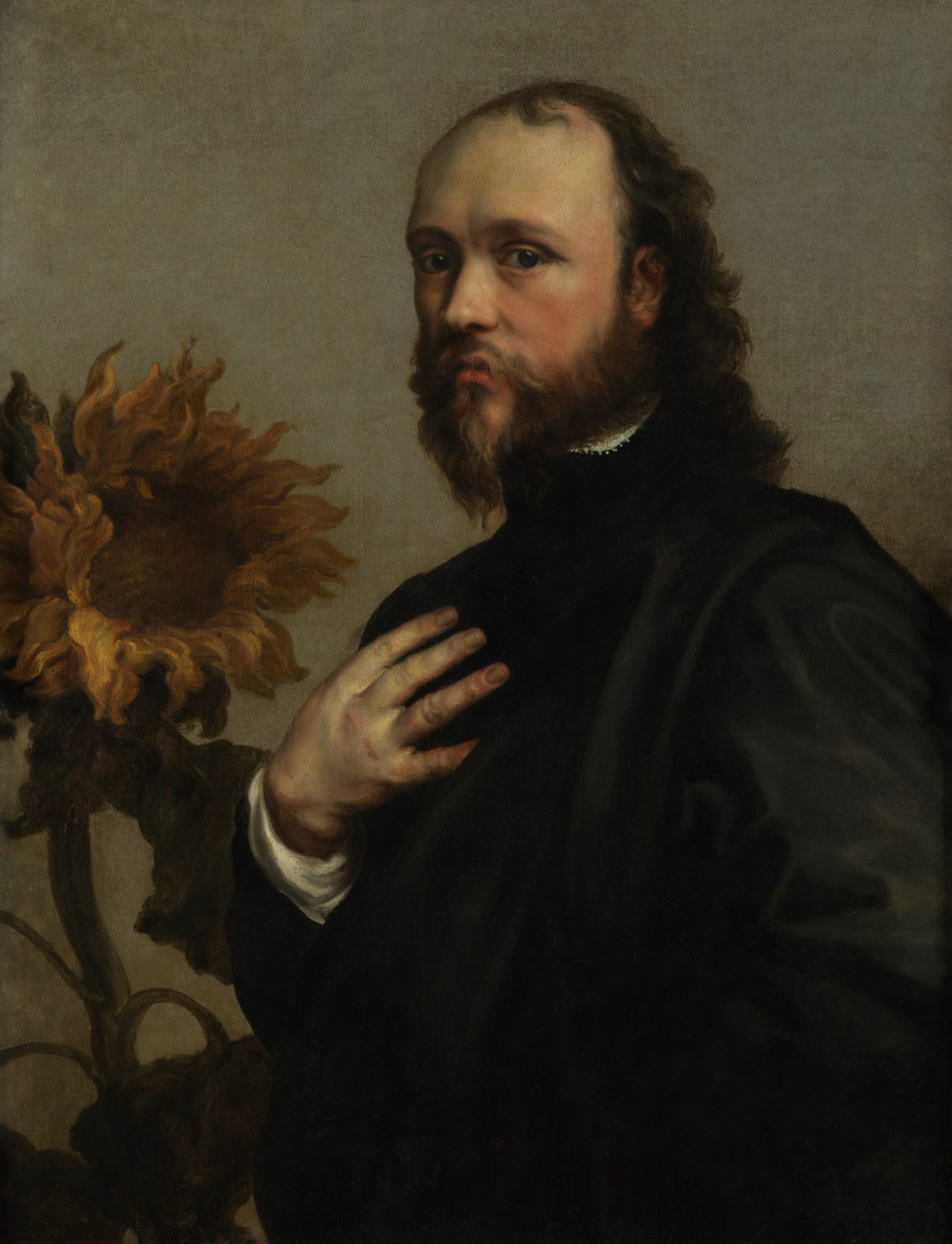
Retrato de Sir Kenelm Digby por taller de Anton van Dyck, 1630s.

Sin embargo, hay una interpretación alternativa: que la flor es un emblema del arte de pintar, ya que tanto el pintor como la flor buscan e imitan la luz de la naturaleza. Dado que es obra del pintor del rey, el girasol es un emblema perfecto dos en uno del papel y las aspiraciones del artista cortesano.
No es el único retrato donde Van Dyck acompaña con un girasol. En uno de los retratos de Sir Kenelm Digby por el taller de Van Dyck se le ve junto a un girasol. Christopher Brown ha argumentado que estos dos girasoles de Van Dyck 'deben poseer el mismo significado en ambos retratos' y que el girasol al lado de Kenelm Digby, por lo tanto, se refiere a su deseo de avanzar en el servicio del rey. Sin embargo, este no fue necesariamente el caso, dada la inscripción OMNIS IN HOC SUM que aparece en la esquina superior izquierda de la imagen, encima del propio girasol. Este lema de Horacio alune a la búsqueda de las verdades esenciales, ofrece la idea obvia del sol como la luz de la verdad, el girasol heliotrópico se convierte en un emblema de su búsqueda, pero debe liberarse de la idea de cualquier obligación de seguir al sol.